# Grosmannia sagmatospora
Grosmannia sagmatospora är en svampart som först beskrevs av E.F. Wright & Cain, och fick sitt nu gällande namn av Zipfel, Z.W. de Beer & M.J. Wingf. 2006. Grosmannia sagmatospora ingår i släktet Grosmannia och familjen Ophiostomataceae.   Inga underarter finns listade i Catalogue of Life.